# Grünbergspitze
Die Grünbergspitze, manchmal auch Grünberger, ist ein 2790 m ü. A. hoher Berg in den Tuxer Alpen in Tirol.
Am Gipfel der Grünbergspitze trifft das westlich gelegene Arztal mit dem Navistal im Süden und dem Voldertal im Nordosten zusammen. 700 Meter nördlich des Gipfels befindet sich das um sechs Meter höhere Rosenjoch und etwa 500 Meter südöstlich die Grafmartspitze 2720 m ü. A.. Aufgebaut ist sie aus metamorphen Gesteinen, die dem paläozoischen Innsbrucker Quarzphyllit-Komplex zugerechnet werden.
Der Berg mit Gipfelkreuz ist unschwierig zu ersteigen und wird häufig im Zuge einer Überschreitung von der Glungezerhütte zur Lizumer Hütte besucht. Im Winter ist die Grünbergspitze auch Ziel von Skitourengehern, die vor allem über die Südseite aus dem Navistal aufsteigen.